# Gare d'Itami (Hankyu)
Ne doit pas être confondu avec la gare d'Itami de la JR West
La gare d'Itami (伊丹駅, Itami-eki) est une gare ferroviaire terminus située à Itami, dans la préfecture de Hyōgo au Japon. La gare est exploitée par la compagnie Hankyu.

## Situation ferroviaire
La gare d'Itami marque la fin de la ligne Hankyu Itami.

## Histoire
La gare est inaugurée le 16 mars 1920 à environ 150 m au sud-est de son emplacement actuel, et déplacée et surélevée en 1968. La gare a été fortement endommagée lors du séisme de 1995 à Kobe.

## Service des voyageurs

### Accueil
La gare dispose d'un bâtiment voyageurs, avec guichet, ouvert tous les jours.

### Desserte
- Ligne Itami :
  - voies 1 et 2 : direction Tsukaguchi

### Intermodalité
La gare d'Itami de la JR West est située à 600 m à l'est de la gare.